# Élections législatives de 1889 en Charente
Les élections législatives de 1889 ont eu lieu les 22 septembre et 6 octobre 1889.

## Élus
|   | Circonscription | Député élu                 |  | Groupe parlementaire |
| - | --------------- | -------------------------- |  | -------------------- |
| 1 | 1re d'Angoulême | Edgard Laroche-Joubert     |  | Appel au peuple      |
| 2 | 2e d'Angoulême  | Paul Déroulède             |  | Boulangiste          |
| 3 | Barbezieux      | Louis-Eugène Arnous        |  | Appel au peuple      |
| 4 | Cognac          | Gustave Cunéo d'Ornano     |  | Appel au peuple      |
| 5 | Confolens       | André Duclaud              |  | Union des gauches    |
| 6 | Ruffec          | John Dumas de Champvallier |  | Union conservatrice  |

## Résultats à l'échelle du département
| Partis         | Partis                     | Premier tour | Premier tour | Sièges |
| Partis         | Partis                     | Voix         | %            | Sièges |
| -------------- | -------------------------- | ------------ | ------------ | ------ |
|                | Monarchistes               | 40 829       | 53,54        | 4      |
|                | Républicains opportunistes | 24 260       | 31,82        | 1      |
|                | Boulangistes               | 10 475       | 13,74        | 1      |
|                | Socialistes                | 689          | 0,90         | 0      |
|                |                            |              |              |        |
| Inscrits       | Inscrits                   | 112 448      | 100,00       | 6      |
| Votants        | Votants                    | 82 454       | 73,33        |        |
| Abstentions    | Abstentions                | 29 994       | 26,67        |        |
| Blancs et nuls | Blancs et nuls             | 6 201        | 7,52         |        |
| Exprimés       | Exprimés                   | 76 253       | 92,48        |        |

## Résultats par arrondissement

### Arrondissement d'Angoulême

#### 1recirconscription d'Angoulême
| Candidats      | Candidats              | Étiquette      | Premier tour | Premier tour |
| Candidats      | Candidats              | Étiquette      | Voix         | %            |
| -------------- | ---------------------- | -------------- | ------------ | ------------ |
|                | Edgard Laroche-Joubert | Monarchiste    | 9 661        | 100,00       |
|                |                        |                |              |              |
| Inscrits       | Inscrits               | Inscrits       | 20 510       | 100,00       |
| Votants        | Votants                | Votants        | 12 366       | 60,29        |
| Abstention     | Abstention             | Abstention     | 8 144        | 39,71        |
| Blancs et nuls | Blancs et nuls         | Blancs et nuls | 2 705        | 21,87        |
| Exprimés       | Exprimés               | Exprimés       | 9 661        | 78,13        |

#### 2ecirconscription d'Angoulême
| Candidats      | Candidats      | Étiquette                | Premier tour | Premier tour |
| Candidats      | Candidats      | Étiquette                | Voix         | %            |
| -------------- | -------------- | ------------------------ | ------------ | ------------ |
|                | Paul Déroulède | Boulangiste              | 10 475       | 69,57        |
|                | Donzole        | Républicain opportuniste | 3 893        | 25,86        |
|                | Navarre        | Socialiste               | 689          | 4,58         |
|                |                |                          |              |              |
| Inscrits       | Inscrits       | Inscrits                 | 20 232       | 100,00       |
| Votants        | Votants        | Votants                  | 15 227       | 75,26        |
| Abstention     | Abstention     | Abstention               | 5 005        | 24,74        |
| Blancs et nuls | Blancs et nuls | Blancs et nuls           | 170          | 0,12         |
| Exprimés       | Exprimés       | Exprimés                 | 15 057       | 98,88        |

### Arrondissement de Barbezieux
| Candidats      | Candidats           | Étiquette                | Premier tour | Premier tour |
| Candidats      | Candidats           | Étiquette                | Voix         | %            |
| -------------- | ------------------- | ------------------------ | ------------ | ------------ |
|                | Louis-Eugène Arnous | Monarchiste              | 7 443        | 66,08        |
|                | Boutellaud          | Républicain opportuniste | 3 821        | 33,92        |
|                |                     |                          |              |              |
| Inscrits       | Inscrits            | Inscrits                 | 14 950       | 100,00       |
| Votants        | Votants             | Votants                  | 11 434       | 76,48        |
| Abstention     | Abstention          | Abstention               | 3 516        | 23,52        |
| Blancs et nuls | Blancs et nuls      | Blancs et nuls           | 170          | 1,49         |
| Exprimés       | Exprimés            | Exprimés                 | 11 264       | 98,51        |

### Arrondissement de Cognac
| Candidats      | Candidats              | Étiquette                | Premier tour | Premier tour |
| Candidats      | Candidats              | Étiquette                | Voix         | %            |
| -------------- | ---------------------- | ------------------------ | ------------ | ------------ |
|                | Gustave Cunéo d'Ornano | Monarchiste              | 8 811        | 53,35        |
|                | Tricoche               | Républicain opportuniste | 7 705        | 46,65        |
|                |                        |                          |              |              |
| Inscrits       | Inscrits               | Inscrits                 | 20 426       | 100,00       |
| Votants        | Votants                | Votants                  | 16 663       | 81,58        |
| Abstention     | Abstention             | Abstention               | 3 763        | 18,42        |
| Blancs et nuls | Blancs et nuls         | Blancs et nuls           | 147          | 0,88         |
| Exprimés       | Exprimés               | Exprimés                 | 16 516       | 99,12        |

### Arrondissement de Confolens
| Candidats      | Candidats                     | Étiquette                | Premier tour | Premier tour |
| Candidats      | Candidats                     | Étiquette                | Voix         | %            |
| -------------- | ----------------------------- | ------------------------ | ------------ | ------------ |
|                | André Duclaud                 | Républicain opportuniste | 8 841        | 58,18        |
|                | Étienne Gellibert des Seguins | Monarchiste              | 6 354        | 41,82        |
|                |                               |                          |              |              |
| Inscrits       | Inscrits                      | Inscrits                 | 19 663       | 100,00       |
| Votants        | Votants                       | Votants                  | 15 377       | 78,20        |
| Abstention     | Abstention                    | Abstention               | 4 286        | 21,80        |
| Blancs et nuls | Blancs et nuls                | Blancs et nuls           | 182          | 1,18         |
| Exprimés       | Exprimés                      | Exprimés                 | 15 195       | 98,82        |

### Arrondissement de Ruffec
| Candidats      | Candidats                  | Étiquette      | Premier tour | Premier tour |
| Candidats      | Candidats                  | Étiquette      | Voix         | %            |
| -------------- | -------------------------- | -------------- | ------------ | ------------ |
|                | John Dumas de Champvallier | Monarchiste    | 8 560        | 100,00       |
|                |                            |                |              |              |
| Inscrits       | Inscrits                   | Inscrits       | 16 667       | 100,00       |
| Votants        | Votants                    | Votants        | 11 387       | 68,32        |
| Abstention     | Abstention                 | Abstention     | 5 280        | 31,68        |
| Blancs et nuls | Blancs et nuls             | Blancs et nuls | 2 827        | 24,83        |
| Exprimés       | Exprimés                   | Exprimés       | 8 560        | 75,17        |